# Agromyza hierroensis
Agromyza hierroensis este o specie de muște din genul Agromyza, familia Agromyzidae, descrisă de Spencer în anul 1957.
Este endemică în Insulele Canare. Conform Catalogue of Life specia Agromyza hierroensis nu are subspecii cunoscute.